# Busenwunder – Geheimnisse eines herausragenden Körperteils
Busenwunder – Geheimnisse eines herausragenden Körperteils ist ein Dokumentarfilm der Regisseurin Sabine Carbon, die gemeinsam mit Irene Höfer und André Sikojev das Drehbuch schrieb. Er wurde erstmals am 21. November 2014 auf Arte gezeigt.

## Inhalt
Der Film beleuchtet die Rolle der weiblichen Brust in der Evolution und der Sexualität des Menschen sowie  die Rolle des Stillens für die Entwicklung von Babys. Zu Wort kommen unter anderem der Psychologe Claus-Christian Carbon, der Hirnforscher Sean Deoni, der Lebensmitteltechnologe Bruce German, der Prähistoriker Harald Meller, die Medizinerin Susan Love, der Evolutionsbiologe Olav Oftedal, die Ärztin Ursula Tanzella, der Verhaltensforscher Frans de Waal, die Krebsforscherin Zena Werb, die Wissenschaftsjournalistin  Florence Williams und der Neurowissenschaftler Larry J. Young.